# Ngalawa
Lo ngalawa è un tipo di canoa a doppio bilanciere tipico della tradizione swahili di Zanzibar e della costa della Tanzania. È lungo 5-6 m e dispone di una coppia di bilancieri, uno per lato, che favoriscono la stabilità dell'imbarcazione e consentono di utilizzare una propulsione a vela. Viene usata per gli spostamenti brevi (per esempio traghettare persone e materiale fra isole adiacenti) e come imbarcazione da pesca.
La ngalawa può considerarsi una variante di un altro tipo di canoa molto diffuso nella stessa area e chiamato mtumbwi.